# Список депутатів Бундестагу
Нижче наведено список чинних депутатів Бундестагу, законодавчого органу Німеччини. Поточна сесія почалась 24 жовтня 2017 року, за результатами виборів до Бундестагу 2017 року. Законодавчий термін триває чотири роки. Наступні вибори до Бундестагу очікуються між серпнем та жовтнем 2021 року.
| Депутат                        | Фото                            | Партія | Партія                          | Федеральна земля             | Виборчий округ |
| ------------------------------ | ------------------------------- | ------ | ------------------------------- | ---------------------------- | --- |
| Петра Ніколайсен               |                                 |        | Християнсько-демократичний союз | Шлезвіг-Гольштейн            | 1 Фленсбург—Шлезвіг (Flensburg — Schleswig) |
| Астрід Дамеров                 |                                 |        | Християнсько-демократичний союз | Шлезвіг-Гольштейн            | 2 Північна Фризія—Дітмаршен-норд (Nordfriesland — Dithmarschen Nord)                                                                                                 |
| Марк Гелфріх                   |                                 |        | Християнсько-демократичний союз | Шлезвіг-Гольштейн            | 3 Штайнбург—Дітмаршен-зюд (Steinburg — Dithmarschen Süd) |
| Йоганн Вадефуль                |                                 |        | Християнсько-демократичний союз | Шлезвіг-Гольштейн            | 4 Рендсбург-Екернферде (Rendsburg-Eckernförde) |
| Матіас Штайн                   |                                 |        | Соціал-демократична партія      | Шлезвіг-Гольштейн            | 5 Кіль (Kiel) |
| Мелані Бернштайн               |                                 |        | Християнсько-демократичний союз | Шлезвіг-Гольштейн            | 6 Плен—Ноймюнстер (Plön — Neumünster) |
| Міхаел фон Аберкрон            |                                 |        | Християнсько-демократичний союз | Шлезвіг-Гольштейн            | 7 Піннеберг (Pinneberg) |
| Ґеро Шторйоганн                |                                 |        | Християнсько-демократичний союз | Шлезвіг-Гольштейн            | 8 Зегеберг—Штормарн-мітте (Segeberg — Stormarn-Mitte) |
| Інґо Ґедехенс                  |                                 |        | Християнсько-демократичний союз | Шлезвіг-Гольштейн            | 9 Східний Гольштейн—Штормарн-норд (Ostholstein — Stormarn-Nord) |
| Норберт Бракманн               |                                 |        | Християнсько-демократичний союз | Шлезвіг-Гольштейн            | 10 Герцогство Лауенбург—Штормарн-зюд (Herzogtum Lauenburg — Stormarn-Süd)                                                                                            |
| Клаудіа Шмідтке                |                                 |        | Християнсько-демократичний союз | Шлезвіг-Гольштейн            | 11 Любек (Lübeck) |
| Дітріх Монштадт                |                                 |        | Християнсько-демократичний союз | Мекленбург-Передня Померанія | 12 Шверін—Людвігслюст-Пархім I—Нордвестмекленбург I (Schwerin — Ludwigslust-Parchim I — Nordwestmecklenburg I)                                                       |
| Карін Штренц                   |                                 |        | Християнсько-демократичний союз | Мекленбург-Передня Померанія | 13 Людвігслюст-Пархім II—Нордвестмекленбург II—Росток-округ I (Ludwigslust-Parchim II — Nordwestmecklenburg II — Landkreis Rostock I)                                |
| Петер Штайн                    |                                 |        | Християнсько-демократичний союз | Мекленбург-Передня Померанія | 14 Росток—Росток-округ II (Rostock — Landkreis Rostock II) |
| Філіпп Амтор                   |                                 |        | Християнсько-демократичний союз | Мекленбург-Передня Померанія | 16 Мекленбургіше-Зенплатте I—Передня Померанія-Грайфсвальд II (Mecklenburgische Seenplatte I — Vorpommern-Greifswald II)                                             |
| Екгардт Реберґ                 |                                 |        | Християнсько-демократичний союз | Мекленбург-Передня Померанія | 17 Мекленбургіше-Зенплатте II—Росток-округ III (Mecklenburgische Seenplatte II — Landkreis Rostock III)                                                              |
| Йоганнес Карс                  |                                 |        | Соціал-демократична партія      | Гамбург                      | 18 Гамбург Альтона (Hamburg-Mitte) |
| Маттіас Бартке                 |                                 |        | Соціал-демократична партія      | Гамбург                      | 19 Гамбург Аймсбюттель (Hamburg-Altona) |
| Нільс Аннен                    |                                 |        | Соціал-демократична партія      | Гамбург                      | 20 Гамбург Мітте (Hamburg-Eimsbüttel) |
| Хрістоф Плос                   |                                 |        | Християнсько-демократичний союз | Гамбург                      | 21 Гамбург Норт (Hamburg-Nord) |
| Айдан Озозуз                   |                                 |        | Соціал-демократична партія      | Гамбург                      | 22 Гамбург Вандсбек (Hamburg-Wandsbek) |
| Метін Гакверді                 |                                 |        | Соціал-демократична партія      | Гамбург                      | 23 Гамбург Бергердорф-Харбург (Hamburg-Bergedorf — Harburg) |
| Йоганн Заатгофф                |                                 |        | Соціал-демократична партія      | Нижня Саксонія               | 24 Аурих—Емден (Aurich — Emden) |
| Ґітта Коннеманн                |                                 |        | Християнсько-демократичний союз | Нижня Саксонія               | 25 Унтеремс (Unterems) |
| Зімтьє Меллер                  |                                 |        | Соціал-демократична партія      | Нижня Саксонія               | 26 Фрисландія—Вільгельмсгафен—Віттмунд (Friesland — Wilhelmshaven — Wittmund)                                                                                        |
| Денніс Роде                    |                                 |        | Соціал-демократична партія      | Нижня Саксонія               | 27 Ольденбург—Аммерланд (Oldenburg — Ammerland) |
| Аштрід Ґротелюшен              |                                 |        | Християнсько-демократичний союз | Нижня Саксонія               | 28 Дельменгорст—Везермарш—Ольденбург-округ (Delmenhorst — Wesermarsch — Oldenburg-Land)                                                                              |
| Енак Ферлєманн                 |                                 |        | Християнсько-демократичний союз | Нижня Саксонія               | 29 Куксгафен—Штаде II (Cuxhaven — Stade II) |
| Олівер Ґрундманн               |                                 |        | Християнсько-демократичний союз | Нижня Саксонія               | 30 Штаде I—Ротенбург II (Stade I — Rotenburg II) |
| Альберт Штеґеманн              |                                 |        | Християнсько-демократичний союз | Нижня Саксонія               | 31 Міттелемс (Mittelems) |
| Сільвія Бреєр                  |                                 |        | Християнсько-демократичний союз | Нижня Саксонія               | 32 Клоппенбург—Фехта (Cloppenburg — Vechta) |
| Аксел Кноеріґ                  |                                 |        | Християнсько-демократичний союз | Нижня Саксонія               | 33 Діпгольц—Нінбург I (Diepholz — Nienburg I) |
| Андреас Маттфельдт             |                                 |        | Християнсько-демократичний союз | Нижня Саксонія               | 34 Остергольц—Ферден (Osterholz — Verden) |
| Ларс Клінґбайль                |                                 |        | Соціал-демократична партія      | Нижня Саксонія               | 35 Ротенбург I—Гайдекрайс (Rotenburg I — Heidekreis) |
| Міхаель Ґроссе-Бремер          |                                 |        | Християнсько-демократичний союз | Нижня Саксонія               | 36 Гарбург (Harburg) |
| Екгард Полс                    |                                 |        | Християнсько-демократичний союз | Нижня Саксонія               | 37 Люхов-Данненберг—Люнебург (Lüchow-Dannenberg — Lüneburg) |
| Андре Берґгеґґер               |                                 |        | Християнсько-демократичний союз | Нижня Саксонія               | 38 Оснабрюк (Osnabrück-Land) |
| Матіас Мідделберґ              |                                 |        | Християнсько-демократичний союз | Нижня Саксонія               | 39 Оснабрюк-місто (Stadt Osnabrück) |
| Майк Беєрманн                  |                                 |        | Християнсько-демократичний союз | Нижня Саксонія               | 40 Нінбург II—Шаумбург (Nienburg II — Schaumburg) |
| Керстін Такк                   |                                 |        | Соціал-демократична партія      | Нижня Саксонія               | 41 Ганновер I (Stadt Hannover I) |
| Ясмін Фагімі                   |                                 |        | Соціал-демократична партія      | Нижня Саксонія               | 42 Ганновер II (Stadt Hannover II) |
| Гендрік Гоппенштедт            |                                 |        | Християнсько-демократичний союз | Нижня Саксонія               | 43 Ганновер-округ I (Hannover-Land I) |
| Геннінґ Отте                   |                                 |        | Християнсько-демократичний союз | Нижня Саксонія               | 44 Целле—Ільцен (Celle — Uelzen) |
| Йоганнес Шрапс                 |                                 |        | Соціал-демократична партія      | Нижня Саксонія               | 46 Гамельн-Пірмонт—Гольцмінден (Hameln-Pyrmont — Holzminden) |
| Маттіас Мірш                   |                                 |        | Соціал-демократична партія      | Нижня Саксонія               | 47 Ганновер-округ II (Hannover-Land II) |
| Бернд Вештфаль                 |                                 |        | Соціал-демократична партія      | Нижня Саксонія               | 48 Гільдесгайм (Hildesheim) |
| Зіґмар Ґабрієль                |                                 |        | Соціал-демократична партія      | Нижня Саксонія               | 49 Зальцгіттер—Вольфенбюттель (Salzgitter — Wolfenbüttel) |
| Карола Райманн                 |                                 |        | Соціал-демократична партія      | Нижня Саксонія               | 50 Брауншвейг (Braunschweig) |
| Фалко Морс                     |                                 |        | Соціал-демократична партія      | Нижня Саксонія               | 51 Гельмштедт—Вольфсбург (Helmstedt — Wolfsburg) |
| Рой Кюне                       |                                 |        | Християнсько-демократичний союз | Нижня Саксонія               | 52 Гослар—Нортгайм—Остероде (Goslar — Northeim — Osterode) |
| Томас Опперманн                |                                 |        | Соціал-демократична партія      | Нижня Саксонія               | 53 Геттінген (Göttingen) |
| Сара Риґлєвскі                 |                                 |        | Соціал-демократична партія      | Бремен                       | 54 Бремен I (Bremen I) |
| Уве Шмідт                      |                                 |        | Соціал-демократична партія      | Бремен                       | 55 Бремен II—Бремергафен (Bremen II — Bremerhaven) |
| Себастіан Штайнеке             |                                 |        | Християнсько-демократичний союз | Бранденбург                  | 56 Прігніц—Остпрігніц-Руппін—Гафельланд I (Prignitz — Ostprignitz-Ruppin — Havelland I)                                                                              |
| Єнс Коеппен                    |                                 |        | Християнсько-демократичний союз | Бранденбург                  | 57 Уккермарк—Барнім (Uckermark — Barnim I) |
| Уве Файлер                     |                                 |        | Християнсько-демократичний союз | Бранденбург                  | 58 Обергафель—Гафельланд II (Oberhavel — Havelland II) |
| Ганс-Георґ фон дер Марвітц     |                                 |        | Християнсько-демократичний союз | Бранденбург                  | 59 Меркіш-Одерланд—Барнім II (Märkisch-Oderland — Barnim II) |
| Дітлінд Тіманн                 |                                 |        | Християнсько-демократичний союз | Бранденбург                  | 60 Бранденбург-на-Гафелі—Потсдам-Міттельмарк I—Гафельланд III—Тельтов-Флемінг I (Brandenburg an der Havel — Potsdam-Mittelmark I — Havelland III — Teltow-Fläming I) |
| Маня Шюле                      |                                 |        | Соціал-демократична партія      | Бранденбург                  | 61 Потсдам—Потсдам-Міттельмарк II—Тельтов-Флемінг II (Potsdam — Potsdam-Mittelmark II — Teltow-Fläming II)                                                           |
| Яна Шімке                      |                                 |        | Християнсько-демократичний союз | Бранденбург                  | 62 Даме-Шпревальд—Тельтов-Флемінг III—Обершпревальд-Лаузіц I (Dahme-Spreewald — Teltow-Fläming III — Oberspreewald-Lausitz I)                                        |
| Мартін Патцелт                 |                                 |        | Християнсько-демократичний союз | Бранденбург                  | 63 Франкфурт-на-Одері—Одер-Шпре (Frankfurt (Oder) — Oder-Spree) |
| Клаус-Петер Шульце             |                                 |        | Християнсько-демократичний союз | Бранденбург                  | 64 Котбус—Шпре-Найсе (Cottbus — Spree-Neiße) |
| Міхаель Штюбґен                |                                 |        | Християнсько-демократичний союз | Бранденбург                  | 65 Ельба-Ельстер—Обершпревальд-Лаузіц II (Elbe-Elster — Oberspreewald-Lausitz II)                                                                                    |
| Екгард Ґнодтке                 |                                 |        | Християнсько-демократичний союз | Саксонія-Ангальт             | 66 Альтмарк (Altmark) |
| Манфред Беренс                 |                                 |        | Християнсько-демократичний союз | Саксонія-Ангальт             | 67 Берде—Єріхов (Börde — Jerichower Land) |
| Гайко Бремер                   |                                 |        | Християнсько-демократичний союз | Саксонія-Ангальт             | 68 Гарц (Harz) |
| Тіно Зорґе                     |                                 |        | Християнсько-демократичний союз | Саксонія-Ангальт             | 69 Магдебург (Magdeburg) |
| Зепп Мюллер                    |                                 |        | Християнсько-демократичний союз | Саксонія-Ангальт             | 70 Дессау—Віттенберг (Dessau — Wittenberg) |
| Кіс де Фріс                    |                                 |        | Християнсько-демократичний союз | Саксонія-Ангальт             | 71 Ангальт (Anhalt) |
| Хрістоф Бернштіл               |                                 |        | Християнсько-демократичний союз | Саксонія-Ангальт             | 72 Галле (Halle) |
| Дітер Штір                     |                                 |        | Християнсько-демократичний союз | Саксонія-Ангальт             | 73 Бургенланд—Заалє (Burgenland — Saalekreis) |
| Торстен Швайґер                |                                 |        | Християнсько-демократичний союз | Саксонія-Ангальт             | 74 Мансфельд (Mansfeld) |
| Штефан Лібіх                   |                                 |        | Ліві                            | Берлін                       | 76 Берлін Панков (Berlin-Pankow) |
| Франк Штеффель                 |                                 |        | Християнсько-демократичний союз | Берлін                       | 77 Берлін Райнікендорф (Berlin-Reinickendorf) |
| Свен Шулц                      |                                 |        | Соціал-демократична партія      | Берлін                       | 78 Берлін Шпандау—Шарлоттенбург-норд (Berlin-Spandau — Charlottenburg Nord)                                                                                          |
| Томас Гайльманн                |                                 |        | Християнсько-демократичний союз | Берлін                       | 79 Берлін Штегліц-Целендорф (Berlin-Steglitz — Zehlendorf) |
| Клаус-Дітер Ґреллєр            |                                 |        | Християнсько-демократичний союз | Берлін                       | 80 Берлін Шарлоттенбург-Вільмерсдорф (Berlin-Charlottenburg — Wilmersdorf)                                                                                           |
| Ян-Марко Лучак                 |                                 |        | Християнсько-демократичний союз | Берлін                       | 81 Берлін Темпельгоф-Шенеберг (Berlin-Tempelhof — Schöneberg) |
| Фрітц Фелґентрой               |                                 |        | Соціал-демократична партія      | Берлін                       | 82 Берлін Нойкьольн (Berlin-Neukölln) |
| Канан Байрам                   |                                 |        | Союз 90/Зелені                  | Берлін                       | 83 Берлін Фрідріксгайн-Кройцберг—Пренцлауер-Берґ-ост (Berlin-Friedrichshain — Kreuzberg — Prenzlauer Berg Ost)                                                       |
| Ґреґор Ґізі                    |                                 |        | Ліві                            | Берлін                       | 84 Берлін Трептов-Кепенік (Berlin-Treptow — Köpenick) |
| Петра Пау                      |                                 |        | Ліві                            | Берлін                       | 85 Берлін Марцан-Геллерсдорф (Berlin-Marzahn — Hellersdorf) |
| Ґезіне Летч                    |                                 |        | Ліві                            | Берлін                       | 86 Берлін Ліхтенберг (Berlin-Lichtenberg) |
| Рудольф Генке                  |                                 |        | Християнсько-демократичний союз | Північний Рейн-Вестфалія     | 87 Аахен I (Aachen I) |
| Клаудіа Моль                   |                                 |        | Соціал-демократична партія      | Північний Рейн-Вестфалія     | 88 Аахен II (Aachen II) |
| Вілфрід Оеллєрс                |                                 |        | Християнсько-демократичний союз | Північний Рейн-Вестфалія     | 89 Гайнсберг (Heinsberg) |
| Томас Рахель                   |                                 |        | Християнсько-демократичний союз | Північний Рейн-Вестфалія     | 90 Дюрен (Düren) |
| Георґ Кіппельс                 |                                 |        | Християнсько-демократичний союз | Північний Рейн-Вестфалія     | 91 Райн-Ерфт I (Rhein-Erft-Kreis I) |
| Детлеф Зайф                    |                                 |        | Християнсько-демократичний союз | Північний Рейн-Вестфалія     | 92 Ойскірхен—Райн-Ерфт II (Euskirchen — Rhein-Erft-Kreis II) |
| Карстен Мерінґ                 |                                 |        | Християнсько-демократичний союз | Північний Рейн-Вестфалія     | 93 Кельн I (Köln I) |
| Геріберт Хірте                 |                                 |        | Християнсько-демократичний союз | Північний Рейн-Вестфалія     | 94 Кельн II (Köln II) |
| Рольф Мютценіх                 |                                 |        | Соціал-демократична партія      | Північний Рейн-Вестфалія     | 95 Кельн III (Köln III) |
| Ульріх Келбер                  |                                 |        | Соціал-демократична партія      | Північний Рейн-Вестфалія     | 96 Бонн (Bonn) |
| Елізабет Вінкельмаєр-Бекер     |                                 |        | Християнсько-демократичний союз | Північний Рейн-Вестфалія     | 97 Райн-Зіг I (Rhein-Sieg-Kreis I) |
| Норберт Реттґен                |                                 |        | Християнсько-демократичний союз | Північний Рейн-Вестфалія     | 98 Райн-Зіг II (Rhein-Sieg-Kreis II) |
| Карстен Бродесер               |                                 |        | Християнсько-демократичний союз | Північний Рейн-Вестфалія     | 99 Обербергішер (Oberbergischer Kreis) |
| Херманн-Йозеф Теброке          |                                 |        | Християнсько-демократичний союз | Північний Рейн-Вестфалія     | 100 Райніш-Бергішер (Rheinisch-Bergischer Kreis) |
| Карл Лаутербах                 |                                 |        | Соціал-демократична партія      | Північний Рейн-Вестфалія     | 101 Леверкузен—Кельн IV (Leverkusen — Köln IV) |
| Хелґе Лінд                     |                                 |        | Соціал-демократична партія      | Північний Рейн-Вестфалія     | 102 Вупперталь I (Wuppertal I) |
| Юрґен Гардт                    |                                 |        | Християнсько-демократичний союз | Північний Рейн-Вестфалія     | 103 Золінген—Ремшайд—Вупперталь II (Solingen — Remscheid — Wuppertal II)                                                                                             |
| Міхаела Нолль                  |                                 |        | Християнсько-демократичний союз | Північний Рейн-Вестфалія     | 104 Меттман I (Mettmann I) |
| Петер Беєр                     |                                 |        | Християнсько-демократичний союз | Північний Рейн-Вестфалія     | 105 Меттман II (Mettmann II) |
| Томас Яжомбек                  |                                 |        | Християнсько-демократичний союз | Північний Рейн-Вестфалія     | 106 Дюссельдорф I (Düsseldorf I) |
| Сільвія Пантел                 |                                 |        | Християнсько-демократичний союз | Північний Рейн-Вестфалія     | 107 Дюссельдорф II (Düsseldorf II) |
| Герман Грее                    |                                 |        | Християнсько-демократичний союз | Північний Рейн-Вестфалія     | 108 Нойс I (Neuss I) |
| Ґюнтер Крінґс                  |                                 |        | Християнсько-демократичний союз | Північний Рейн-Вестфалія     | 109 Менхенгладбах (Mönchengladbach) |
| Анзґар Хевелінґ                |                                 |        | Християнсько-демократичний союз | Північний Рейн-Вестфалія     | 110 Крефельд I—Нойс II (Krefeld I — Neuss II) |
| Уве Шуммер                     |                                 |        | Християнсько-демократичний союз | Північний Рейн-Вестфалія     | 111 Фірзен (Viersen) |
| Штефан Роуенофф                |                                 |        | Християнсько-демократичний союз | Північний Рейн-Вестфалія     | 112 Клеве (Kleve) |
| Сабіне Вайс                    |                                 |        | Християнсько-демократичний союз | Північний Рейн-Вестфалія     | 113 Везель I (Wesel I) |
| Керстін Радомскі               |                                 |        | Християнсько-демократичний союз | Північний Рейн-Вестфалія     | 114 Крефельд II—Везель II (Krefeld II — Wesel II) |
| Бербель Баз                    |                                 |        | Соціал-демократична партія      | Північний Рейн-Вестфалія     | 115 Дуйсбург I (Duisburg I) |
| Мамут Йоздемір                 |                                 |        | Соціал-демократична партія      | Північний Рейн-Вестфалія     | 116 Дуйсбург II (Duisburg II) |
| Дірк Фьопел                    |                                 |        | Соціал-демократична партія      | Північний Рейн-Вестфалія     | 117 Обергаузен—Везель III (Oberhausen — Wesel III) |
| Арно Кларе                     |                                 |        | Соціал-демократична партія      | Північний Рейн-Вестфалія     | 118 Мюльгайм—Ессен I (Mülheim — Essen I) |
| Дірк Хайденблют                |                                 |        | Соціал-демократична партія      | Північний Рейн-Вестфалія     | 119 Ессен II (Essen II) |
| Маттіас Гауер                  |                                 |        | Християнсько-демократичний союз | Північний Рейн-Вестфалія     | 120 Ессен III (Essen III) |
| Франк Швабе                    |                                 |        | Соціал-демократична партія      | Північний Рейн-Вестфалія     | 121 Реклінґгаузен I (Recklinghausen I) |
| Міхаель Ґрос                   |                                 |        | Соціал-демократична партія      | Північний Рейн-Вестфалія     | 122 Реклінґгаузен II (Recklinghausen II) |
| Маркус Тьонс                   |                                 |        | Соціал-демократична партія      | Північний Рейн-Вестфалія     | 123 Гельзенкірхен (Gelsenkirchen) |
| Міхаель Ґердес                 |                                 |        | Соціал-демократична партія      | Північний Рейн-Вестфалія     | 125 Боттроп—Реклінґгаузен III (Bottrop — Recklinghausen III) |
| Йоганнес Рьорінґ               |                                 |        | Християнсько-демократичний союз | Північний Рейн-Вестфалія     | 126 Боркен II (Borken II) |
| Марк Хенрікманн                |                                 |        | Християнсько-демократичний союз | Північний Рейн-Вестфалія     | 127 Косфельд—Штайнфурт II (Coesfeld — Steinfurt II) |
| Сібіллє Беннінґ                |                                 |        | Християнсько-демократичний союз | Північний Рейн-Вестфалія     | 129 Мюнстер (Münster) |
| Райнолдь Зендкер               |                                 |        | Християнсько-демократичний союз | Північний Рейн-Вестфалія     | 130 Варендорф (Warendorf) |
| Ральф Брінкгаус                |                                 |        | Християнсько-демократичний союз | Північний Рейн-Вестфалія     | 131 Гютерсло I (Gütersloh I) |
| Вібке Есдар                    |                                 |        | Соціал-демократична партія      | Північний Рейн-Вестфалія     | 132 Білефельд—Гютерсло II (Bielefeld — Gütersloh II) |
| Штефан Швартце                 |                                 |        | Соціал-демократична партія      | Північний Рейн-Вестфалія     | 133 Герфорд—Мінден-Люббекке II (Herford — Minden-Lübbecke II) |
| Ахім Пост                      |                                 |        | Соціал-демократична партія      | Північний Рейн-Вестфалія     | 134 Мінден-Люббекке I (Minden-Lübbecke I) |
| Керстін Фіреґґе                |                                 |        | Християнсько-демократичний союз | Північний Рейн-Вестфалія     | 135 Ліппе I (Lippe I) |
| Хрістіан Хаазе                 |                                 |        | Християнсько-демократичний союз | Північний Рейн-Вестфалія     | 136 Гекстер—Ліппе II (Höxter — Lippe II) |
| Карстен Ліннеманн              |                                 |        | Християнсько-демократичний союз | Північний Рейн-Вестфалія     | 137 Падерборн—Гютерсло III (Paderborn — Gütersloh III) |
| Рене Рьоспель                  |                                 |        | Соціал-демократична партія      | Північний Рейн-Вестфалія     | 138 Гаґен—Еннепе-Рур I (Hagen — Ennepe-Ruhr-Kreis I) |
| Ральф Капшак                   |                                 |        | Соціал-демократична партія      | Північний Рейн-Вестфалія     | 139 Еннепе-Рур II (Ennepe-Ruhr-Kreis II) |
| Аксель Шефер                   |                                 |        | Соціал-демократична партія      | Північний Рейн-Вестфалія     | 140 Бохум I (Bochum I) |
| Мішель Мюнтеферінг             |                                 |        | Соціал-демократична партія      | Північний Рейн-Вестфалія     | 141 Герне—Бохум II (Herne — Bochum II) |
| Марко Бюлов                    |                                 |        | Соціал-демократична партія      | Північний Рейн-Вестфалія     | 142 Дортмунд I (Dortmund I) |
| Сабіне Пошманн                 |                                 |        | Соціал-демократична партія      | Північний Рейн-Вестфалія     | 143 Дортмунд II (Dortmund II) |
| Олівер Качмарек                |                                 |        | Соціал-демократична партія      | Північний Рейн-Вестфалія     | 144 Унна I (Unna I) |
| Міхаель Тевс                   |                                 |        | Соціал-демократична партія      | Північний Рейн-Вестфалія     | 145 Гамм—Унна II (Hamm — Unna II) |
| Ганс-Юрґен Тіс                 |                                 |        | Християнсько-демократичний союз | Північний Рейн-Вестфалія     | 146 Зост (Soest) |
| Патрік Зенсбурґ                |                                 |        | Християнсько-демократичний союз | Північний Рейн-Вестфалія     | 147 Гохзауерланд (Hochsauerlandkreis) |
| Фолькмар Кляйн                 |                                 |        | Християнсько-демократичний союз | Північний Рейн-Вестфалія     | 148 Зіген-Віттгенштайн (Siegen-Wittgenstein) |
| Маттіас Хайдер                 |                                 |        | Християнсько-демократичний союз | Північний Рейн-Вестфалія     | 149 Ольпе—Меркіш I (Olpe — Märkischer Kreis I) |
| Даґмар Фрайтаґ                 |                                 |        | Соціал-демократична партія      | Північний Рейн-Вестфалія     | 150 Меркіш II (Märkischer Kreis II) |
| Маріан Вендт                   |                                 |        | Християнсько-демократичний союз | Саксонія                     | 151 Північна Саксонія (Nordsachsen) |
| Єнс Леманн                     |                                 |        | Християнсько-демократичний союз | Саксонія                     | 152 Лейпциг I (Leipzig I) |
| Сьорен Пелльманн               |                                 |        | Ліві                            | Саксонія                     | 153 Лейпциг II (Leipzig II) |
| Катерина Ландграф              |                                 |        | Християнсько-демократичний союз | Саксонія                     | 154 Лейпциг-округ (Leipzig-Land) |
| Томас де Мезьєр                |                                 |        | Християнсько-демократичний союз | Саксонія                     | 155 Майсен (Meißen) |
| Карстен Хілзе                  |                                 |        | Альтернатива для Німеччини      | Саксонія                     | 156 Бауцен I (Bautzen I) |
| Тіно Хрупалла                  |                                 |        | Альтернатива для Німеччини      | Саксонія                     | 157 Герліц (Görlitz) |
| Фрауке Петрі                   |                                 |        | Альтернатива для Німеччини      | Саксонія                     | 158 Саксонська Швейцарія-Східні Рудні Гори (Sächsische Schweiz — Osterzgebirge)                                                                                      |
| Андреас Леммель                |                                 |        | Християнсько-демократичний союз | Саксонія                     | 159 Дрезден I (Dresden I) |
| Арнольд Фаатц                  |                                 |        | Християнсько-демократичний союз | Саксонія                     | 160 Дрезден I—Бауцен II (Dresden II — Bautzen II) |
| Вероніка Белльманн             |                                 |        | Християнсько-демократичний союз | Саксонія                     | 161 Середня Саксонія (Mittelsachsen) |
| Франк Хайнріх                  |                                 |        | Християнсько-демократичний союз | Саксонія                     | 162 Хемніц (Chemnitz) |
| Марко Вандервітц               |                                 |        | Християнсько-демократичний союз | Саксонія                     | 163 Хемніцер Умланд—Рудні Гори II (Chemnitzer Umland — Erzgebirgskreis II)                                                                                           |
| Александер Краус               |                                 |        | Християнсько-демократичний союз | Саксонія                     | 164 Рудні Гори I (Erzgebirgskreis I) |
| Карстен Кьорбер                |                                 |        | Християнсько-демократичний союз | Саксонія                     | 165 Цвікау (Zwickau) |
| Івонн Маґвас                   |                                 |        | Християнсько-демократичний союз | Саксонія                     | 166 Фогтланд (Vogtlandkreis) |
| Естер Ділхер                   |                                 |        | Соціал-демократична партія      | Гессен                       | 167 Вальдек (Waldeck) |
| Тімон Ґреммельс                |                                 |        | Соціал-демократична партія      | Гессен                       | 168 Кассель (Kassel) |
| Міхаель Рот                    |                                 |        | Соціал-демократична партія      | Гессен                       | 169 Верра-Майснер—Герсфельд-Ротенбург (Werra-Meißner — Hersfeld-Rotenburg)                                                                                           |
| Едґар Франке                   |                                 |        | Соціал-демократична партія      | Гессен                       | 170 Швальм-Едер (Schwalm-Eder) |
| Сьорен Бартоль                 |                                 |        | Соціал-демократична партія      | Гессен                       | 171 Марбург (Marburg) |
| Ганс-Юрґен Ірмер               |                                 |        | Християнсько-демократичний союз | Гессен                       | 172 Лан-Дилль (Lahn-Dill) |
| Міхаель Бранд                  |                                 |        | Християнсько-демократичний союз | Гессен                       | 174 Фульда (Fulda) |
| Петер Таубер                   |                                 |        | Християнсько-демократичний союз | Гессен                       | 175 Майн-Кінціг—Веттерау II—Шоттен (Main-Kinzig — Wetterau II — Schotten)                                                                                            |
| Маркус Кооб                    |                                 |        | Християнсько-демократичний союз | Гессен                       | 176 Хохтаунус (Hochtaunus) |
| Освін Файт                     |                                 |        | Християнсько-демократичний союз | Гессен                       | 177 Веттерау II (Wetterau I) |
| Клаус-Петер Вільш              |                                 |        | Християнсько-демократичний союз | Гессен                       | 178 Райнгау-Таунус—Лімбург (Rheingau-Taunus — Limburg) |
| Інґмар Юнґ                     |                                 |        | Християнсько-демократичний союз | Гессен                       | 179 Вісбаден (Wiesbaden) |
| Катя Лайкерт                   |                                 |        | Християнсько-демократичний союз | Гессен                       | 180 Ганау (Hanau) |
| Норберт Альтенкамп             |                                 |        | Християнсько-демократичний союз | Гессен                       | 181 Майн-Таунус (Main-Taunus) |
| Маттіас Ціммер                 |                                 |        | Християнсько-демократичний союз | Гессен                       | 182 Франкфурт-на-Майні I (Frankfurt am Main I) |
| Беттіна Вісманн                |                                 |        | Християнсько-демократичний союз | Гессен                       | 183 Франкфурт-на-Майні II (Frankfurt am Main II) |
| Штефан Зауер                   |                                 |        | Християнсько-демократичний союз | Гессен                       | 184 Грос-Герау (Groß-Gerau) |
| Бйьорн Мануель Саймон          |                                 |        | Християнсько-демократичний союз | Гессен                       | 185 Оффенбах (Offenbach) |
| Астрід Маннес                  |                                 |        | Християнсько-демократичний союз | Гессен                       | 186 Дармштадт (Darmstadt) |
| Патрікіа Ліпс                  |                                 |        | Християнсько-демократичний союз | Гессен                       | 187 Оденвальд (Odenwald) |
| Міхаель Майстер                |                                 |        | Християнсько-демократичний союз | Гессен                       | 188 Бергштрасе (Bergstraße) |
| Манфред Ґрунд                  |                                 |        | Християнсько-демократичний союз | Тюрингія                     | 189 Айхсфельд—Нордгаузен—Киффгойзер (Eichsfeld — Nordhausen — Kyffhäuserkreis)                                                                                       |
| Хрістіан Хірте                 |                                 |        | Християнсько-демократичний союз | Тюрингія                     | 190 Айзенах—Вартбург—Унструт-Гайніх (Eisenach — Wartburgkreis — Unstrut-Hainich-Kreis)                                                                               |
| Йоганнес Зеллє                 |                                 |        | Християнсько-демократичний союз | Тюрингія                     | 191 Єна—Земмерда—Ваймарер-Ланд I (Jena — Sömmerda — Weimarer Land I)                                                                                                 |
| Танкред Шіпанскі               |                                 |        | Християнсько-демократичний союз | Тюрингія                     | 192 Гота—Ільм (Gotha — Ilm-Kreis) |
| Антє Тільманн                  |                                 |        | Християнсько-демократичний союз | Тюрингія                     | 193 Ерфурт—Веймар—Ваймарер-Ланд II (Erfurt — Weimar — Weimarer Land II)                                                                                              |
| Фолькмар Фоґель                |                                 |        | Християнсько-демократичний союз | Тюрингія                     | 194 Гера—Грайц—Альтенбургер-Ланд (Gera — Greiz — Altenburger Land)                                                                                                   |
| Альберт Вайлер                 |                                 |        | Християнсько-демократичний союз | Тюрингія                     | 195 Заальфельд-Рудольштадт—Заале-Гольцланд—Заале-Орла (Saalfeld-Rudolstadt — Saale-Holzland-Kreis — Saale-Orla-Kreis)                                                |
| Марк Гауптманн                 |                                 |        | Християнсько-демократичний союз | Тюрингія                     | 196 Зуль—Шмалькальден-Майнінген—Гільдбурггаузен—Зоннеберг (Suhl — Schmalkalden-Meiningen — Hildburghausen — Sonneberg)                                               |
| Ервін Рюддель                  |                                 |        | Християнсько-демократичний союз | Рейнланд-Пфальц              | 197 Нойвід (Neuwied) |
| Мехтільд Хайль                 |                                 |        | Християнсько-демократичний союз | Рейнланд-Пфальц              | 198 Арвайлер (Ahrweiler) |
| Йозеф Остер                    |                                 |        | Християнсько-демократичний союз | Рейнланд-Пфальц              | 199 Кобленц (Koblenz) |
| Петер Блезер                   |                                 |        | Християнсько-демократичний союз | Рейнланд-Пфальц              | 200 Мозель/Рейн-Гунсрюк (Mosel/Rhein-Hunsrück) |
| Антє Леціус                    |                                 |        | Християнсько-демократичний союз | Рейнланд-Пфальц              | 201 Кройцнах (Kreuznach) |
| Патрік Шнідер                  |                                 |        | Християнсько-демократичний союз | Рейнланд-Пфальц              | 202 Бітбург (Bitburg) |
| Андреас Штаєр                  |                                 |        | Християнсько-демократичний союз | Рейнланд-Пфальц              | 203 Трір (Trier) |
| Андреас Нікк                   |                                 |        | Християнсько-демократичний союз | Рейнланд-Пфальц              | 204 Монтабаур (Montabaur) |
| Урсула Ґроден-Краніх           |                                 |        | Християнсько-демократичний союз | Рейнланд-Пфальц              | 205 Майнц (Mainz) |
| Ян Метцлер                     |                                 |        | Християнсько-демократичний союз | Рейнланд-Пфальц              | 206 Вормс (Worms) |
| Торбйорн Картес                |                                 |        | Християнсько-демократичний союз | Рейнланд-Пфальц              | 207 Людвігсгафен/Франкенталь (Ludwigshafen/Frankenthal) |
| Йоганнес Штайніґер             |                                 |        | Християнсько-демократичний союз | Рейнланд-Пфальц              | 208 Нойштадт—Шпаєр (Neustadt — Speyer) |
| Густав Херцоґ                  |                                 |        | Соціал-демократична партія      | Рейнланд-Пфальц              | 209 Кайзерслаутерн (Kaiserslautern) |
| Аніта Шефер                    |                                 |        | Християнсько-демократичний союз | Рейнланд-Пфальц              | 210 Пірмазенс (Pirmasens) |
| Томас Ґебгарт                  |                                 |        | Християнсько-демократичний союз | Рейнланд-Пфальц              | 211 Зюдпфальц (Südpfalz) |
| Штефан Маєр                    |                                 |        | Християнсько-соціальний союз    | Баварія                      | 212 Альтеттінг (Altötting) |
| Андреас Ленц                   |                                 |        | Християнсько-соціальний союз    | Баварія                      | 213 Ердінг—Еберсберг (Erding — Ebersberg) |
| Еріх Ірлшторфер                |                                 |        | Християнсько-соціальний союз    | Баварія                      | 214 Фрайзінг (Freising) |
| Катрін Штаффлер                |                                 |        | Християнсько-соціальний союз    | Баварія                      | 215 Фюрстенфельдбрук (Fürstenfeldbruck) |
| Райнгард Брандль               |                                 |        | Християнсько-соціальний союз    | Баварія                      | 216 Інгольштадт (Ingolstadt) |
| Бернгард Лоос                  |                                 |        | Християнсько-соціальний союз    | Баварія                      | 217 Мюнхен-норд (München-Nord) |
| Вольфґанґ Штефінґер            |                                 |        | Християнсько-соціальний союз    | Баварія                      | 218 Мюнхен-ост (München-Ost) |
| Міхаель Куффер                 |                                 |        | Християнсько-соціальний союз    | Баварія                      | 219 Мюнхен-зюд (München-Süd) |
| Штефан Пілзінґер               |                                 |        | Християнсько-соціальний союз    | Баварія                      | 220 Мюнхен-вест/мітте (München-West/Mitte) |
| Флоріан Ган                    |                                 |        | Християнсько-соціальний союз    | Баварія                      | 221 Мюнхен-округ (München-Land) |
| Даніла Людвіґ                  |                                 |        | Християнсько-соціальний союз    | Баварія                      | 222 Розенгайм (Rosenheim) |
| Александер Радван              |                                 |        | Християнсько-соціальний союз    | Баварія                      | 223 Бад-Тельц-Вольфратсгаузен—Місбах (Bad Tölz-Wolfratshausen — Miesbach)                                                                                            |
| Міхаель Кіслінґ                |                                 |        | Християнсько-соціальний союз    | Баварія                      | 224 Штарнберг—Ландсберг-ам-Лех (Starnberg — Landsberg am Lech) |
| Петер Рамзауер                 |                                 |        | Християнсько-соціальний союз    | Баварія                      | 225 Траунштайн (Traunstein) |
| Александер Добріндт            |                                 |        | Християнсько-соціальний союз    | Баварія                      | 226 Вайльгайм (Weilheim) |
| Томас Ерндль                   |                                 |        | Християнсько-соціальний союз    | Баварія                      | 227 Деггендорф (Deggendorf) |
| Флоріан Оснер                  |                                 |        | Християнсько-соціальний союз    | Баварія                      | 228 Ландсгут (Landshut) |
| Макс Штраубінґер               |                                 |        | Християнсько-соціальний союз    | Баварія                      | 230 Ротталь-Інн (Rottal-Inn) |
| Алоїз Райнер                   |                                 |        | Християнсько-соціальний союз    | Баварія                      | 231 Штраубінг (Straubing) |
| Алойс Карл                     |                                 |        | Християнсько-соціальний союз    | Баварія                      | 232 Амберг (Amberg) |
| Петер Аумер                    |                                 |        | Християнсько-соціальний союз    | Баварія                      | 233 Регенсбург (Regensburg) |
| Карль Хольмаєр                 |                                 |        | Християнсько-соціальний союз    | Баварія                      | 234 Швандорф (Schwandorf) |
| Альберт Руппрехт               |                                 |        | Християнсько-соціальний союз    | Баварія                      | 235 Вайден (Weiden) |
| Томас Зільбергорн              |                                 |        | Християнсько-соціальний союз    | Баварія                      | 236 Бамберг (Bamberg) |
| Зілке Лаунерт                  |                                 |        | Християнсько-соціальний союз    | Баварія                      | 237 Байройт (Bayreuth) |
| Ганс Міхельбах                 |                                 |        | Християнсько-соціальний союз    | Баварія                      | 238 Кобург (Coburg) |
| Ганс-Петер Фрідріх             |                                 |        | Християнсько-соціальний союз    | Баварія                      | 239 Гоф (Hof) |
| Еммі Цойльнер                  |                                 |        | Християнсько-соціальний союз    | Баварія                      | 240 Кульмбах (Kulmbach) |
| Артур Ауернгаммер              |                                 |        | Християнсько-соціальний союз    | Баварія                      | 241 Ансбах (Ansbach) |
| Штефан Мюллєр                  |                                 |        | Християнсько-соціальний союз    | Баварія                      | 242 Ерланген (Erlangen) |
| Крістіан Шмідт                 |                                 |        | Християнсько-соціальний союз    | Баварія                      | 243 Фюрт (Fürth) |
| Себастіан Брем                 |                                 |        | Християнсько-соціальний союз    | Баварія                      | 244 Нюрнберг-норд (Nürnberg-Nord) |
| Міхаель Фрізер                 |                                 |        | Християнсько-соціальний союз    | Баварія                      | 245 Нюрнберг-зюд (Nürnberg-Süd) |
| Марлене Мортлер                |                                 |        | Християнсько-соціальний союз    | Баварія                      | 246 Рот (Roth) |
| Андреа Ліндгольц               |                                 |        | Християнсько-соціальний союз    | Баварія                      | 247 Ашаффенбург (Aschaffenburg) |
| Доротеє Бер                    |                                 |        | Християнсько-соціальний союз    | Баварія                      | 248 Бад-Кіссінген (Bad Kissingen) |
| Александер Гоффманн            |                                 |        | Християнсько-соціальний союз    | Баварія                      | 249 Майн-Шпессарт (Main-Spessart) |
| Аня Вайсґербер                 |                                 |        | Християнсько-соціальний союз    | Баварія                      | 250 Швайнфурт (Schweinfurt) |
| Пауль Лерідер                  |                                 |        | Християнсько-соціальний союз    | Баварія                      | 251 Вюрцбург (Würzburg) |
| Фолькер Міхаель Ульріх         |                                 |        | Християнсько-соціальний союз    | Баварія                      | 252 Аугсбург-місто (Augsburg-Stadt) |
| Гансйорґ Дурц                  |                                 |        | Християнсько-соціальний союз    | Баварія                      | 253 Аугсбург-округ (Augsburg-Land) |
| Ульріх Ланґе                   |                                 |        | Християнсько-соціальний союз    | Баварія                      | 254 Донау-Ріс (Donau-Ries) |
| Георґ Нюсляйн                  |                                 |        | Християнсько-соціальний союз    | Баварія                      | 255 Ной-Ульм (Neu-Ulm) |
| Штефан Штракке                 |                                 |        | Християнсько-соціальний союз    | Баварія                      | 257 Остальгой (Ostallgäu) |
| Штефан Кауфманн                |                                 |        | Християнсько-демократичний союз | Баден-Вюртемберг             | 258 Штутгарт I (Stuttgart I) |
| Карін Мааґ                     |                                 |        | Християнсько-демократичний союз | Баден-Вюртемберг             | 259 Штутгарт II (Stuttgart II) |
| Марк Бядач                     |                                 |        | Християнсько-демократичний союз | Баден-Вюртемберг             | 260 Беблінген (Böblingen) |
| Маркус Ґрюбель                 |                                 |        | Християнсько-демократичний союз | Баден-Вюртемберг             | 261 Есслінген (Esslingen) |
| Міхаель Хеннріх                |                                 |        | Християнсько-демократичний союз | Баден-Вюртемберг             | 262 Нюртінген (Nürtingen) |
| Херманн Фербер                 |                                 |        | Християнсько-демократичний союз | Баден-Вюртемберг             | 263 Геппінген (Göppingen) |
| Йоахім Пфайффер                |                                 |        | Християнсько-демократичний союз | Баден-Вюртемберг             | 264 Вайблінген (Waiblingen) |
| Штеффен Білґер                 |                                 |        | Християнсько-демократичний союз | Баден-Вюртемберг             | 265 Людвігсбург (Ludwigsburg) |
| Ебергард Ґінґер                |                                 |        | Християнсько-демократичний союз | Баден-Вюртемберг             | 266 Неккар—Цабер (Neckar-Zaber) |
| Александер Тром                |                                 |        | Християнсько-демократичний союз | Баден-Вюртемберг             | 267 Гайльбронн (Heilbronn) |
| Хрістіан фон Штеттен           |                                 |        | Християнсько-демократичний союз | Баден-Вюртемберг             | 268 Швебіш-Галль—Хоенльое (Schwäbisch Hall — Hohenlohe) |
| Норберт Бартлє                 |                                 |        | Християнсько-демократичний союз | Баден-Вюртемберг             | 269 Бакнанг—Швебіш-Гмюнд (Backnang — Schwäbisch Gmünd) |
| Родеріх Кізеветтер             |                                 |        | Християнсько-демократичний союз | Баден-Вюртемберг             | 270 Ален—Гайденгайм (Aalen — Heidenheim) |
| Інґо Веллєнройтер              |                                 |        | Християнсько-демократичний союз | Баден-Вюртемберг             | 271 Карлсруе-місто (Karlsruhe-Stadt) |
| Аксель Фішер                   |                                 |        | Християнсько-демократичний союз | Баден-Вюртемберг             | 272 Карлсруе-округ (Karlsruhe-Land) |
| Кай Віттакер                   |                                 |        | Християнсько-демократичний союз | Баден-Вюртемберг             | 273 Раштат (Rastatt) |
| Карл А. Ламерс                 |                                 |        | Християнсько-демократичний союз | Баден-Вюртемберг             | 274 Гайдельберг (Heidelberg) |
| Ніколас Льобель                |                                 |        | Християнсько-демократичний союз | Баден-Вюртемберг             | 275 Мангайм (Mannheim) |
| Алойс Ґеріґ                    |                                 |        | Християнсько-демократичний союз | Баден-Вюртемберг             | 276 Оденвальд—Таубер (Odenwald — Tauber) |
| Штефан Гарбарт                 |                                 |        | Християнсько-демократичний союз | Баден-Вюртемберг             | 277 Рейн-Неккар (Rhein-Neckar) |
| Олав Ґуттінґ                   |                                 |        | Християнсько-демократичний союз | Баден-Вюртемберг             | 278 Брухзаль—Шветцинген (Bruchsal — Schwetzingen) |
| Ґюнтер Кріхбаум                |                                 |        | Християнсько-демократичний союз | Баден-Вюртемберг             | 279 Пфорцгайм (Pforzheim) |
| Ганс-Йоахім Фухтель            |                                 |        | Християнсько-демократичний союз | Баден-Вюртемберг             | 280 Кальв (Calw) |
| Матерн Маршалл фон Біберштайн  |                                 |        | Християнсько-демократичний союз | Баден-Вюртемберг             | 281 Фрайбург (Freiburg) |
| Армін Шустер                   |                                 |        | Християнсько-демократичний союз | Баден-Вюртемберг             | 282 Леррах—Мюлльгайм (Lörrach — Müllheim) |
| Петер Вайс                     |                                 |        | Християнсько-демократичний союз | Баден-Вюртемберг             | 283 Еммендінген—Лар (Emmendingen — Lahr) |
| Вольфганг Шойбле               |                                 |        | Християнсько-демократичний союз | Баден-Вюртемберг             | 284 Оффенбург (Offenburg) |
| Фолькер Каудер                 |                                 |        | Християнсько-демократичний союз | Баден-Вюртемберг             | 285 Ротвайль—Тутлінген (Rottweil — Tuttlingen) |
| Торстен Фрай                   |                                 |        | Християнсько-демократичний союз | Баден-Вюртемберг             | 286 Шварцвальд-Бар (Schwarzwald-Baar) |
| Андреас Юнґ                    |                                 |        | Християнсько-демократичний союз | Баден-Вюртемберг             | 287 Констанц (Konstanz) |
| Фелікс Шрайнер                 |                                 |        | Християнсько-демократичний союз | Баден-Вюртемберг             | 288 Вальдсгут (Waldshut) |
| Міхаель Донт                   |                                 |        | Християнсько-демократичний союз | Баден-Вюртемберг             | 289 Ройтлінген (Reutlingen) |
| Аннетте Відманн-Мауц           |                                 |        | Християнсько-демократичний союз | Баден-Вюртемберг             | 290 Тюбінген (Tübingen) |
| Роня Кеммер                    |                                 |        | Християнсько-демократичний союз | Баден-Вюртемберг             | 291 Ульм (Ulm) |
| Йозеф Ріф                      |                                 |        | Християнсько-демократичний союз | Баден-Вюртемберг             | 292 Біберах (Biberach) |
| Лотар Рібзамен                 |                                 |        | Християнсько-демократичний союз | Баден-Вюртемберг             | 293 Бодензеє (Bodensee) |
| Аксель Мюллер                  |                                 |        | Християнсько-демократичний союз | Баден-Вюртемберг             | 294 Равенсбург (Ravensburg) |
| Томас Барайс                   |                                 |        | Християнсько-демократичний союз | Баден-Вюртемберг             | 295 Цоллернальб—Зігмарінген (Zollernalb — Sigmaringen) |
| Йозефіне Ортлеб                |                                 |        | Соціал-демократична партія      | Саарланд                     | 296 Саарбрюкен (Saarbrücken) |
| Надіне Шен                     |                                 |        | Християнсько-демократичний союз | Саарланд                     | 298 Занкт-Вендель (St. Wendel) |
| Маркус Уль                     |                                 |        | Християнсько-демократичний союз | Саарланд                     | 299 Хомбург (Homburg) |
| Григоріос Аггелідіс            |                                 |        | Вільна демократична партія      | Нижня Саксонія               | |
| Гекай Акбулут                  |                                 |        | Ліві                            | Баден-Вюртемберг             | |
| Штефан Албані                  |                                 |        | Християнсько-демократичний союз | Нижня Саксонія               | |
| Аміра Могамед Алі              |                                 |        | Ліві                            | Нижня Саксонія               | |
| Рената Альт                    |                                 |        | Вільна демократична партія      | Баден-Вюртемберг             | |
| Луїзе Амтсберг                 |                                 |        | Союз 90/Зелені                  | Шлезвіг-Гольштейн            | |
| Інґрід Арндт-Брауер            |                                 |        | Соціал-демократична партія      | Північний Рейн-Вестфалія     | |
| Доріс Ахельвільм               |                                 |        | Ліві                            | Бремен                       | |
| Крістін Ашенберг-Дугнус        |                                 |        | Вільна демократична партія      | Шлезвіг-Гольштейн            | |
| Ліза Бадум                     |                                 |        | Союз 90/Зелені                  | Баварія                      | |
| Ульріке Бар                    |                                 |        | Соціал-демократична партія      | Баварія                      | |
| Незагат Барадарі               |                                 |        | Соціал-демократична партія      | Північний Рейн-Вестфалія     | |
| Гайко Баренс                   |                                 |        | Соціал-демократична партія      | Баден-Вюртемберг             | |
| Доріс Барнетт                  |                                 |        | Соціал-демократична партія      | Рейнланд-Пфальц              | |
| Сімоне Барріентос              |                                 |        | Ліві                            | Баварія                      | |
| Дітмар Барч                    |                                 |        | Ліві                            | Мекленбург-Передня Померанія | |
| Ніколь Бауер                   |                                 |        | Вільна демократична партія      | Баварія                      | |
| Маргарете Баузе                |                                 |        | Союз 90/Зелені                  | Баварія                      | |
| Берндт Бауманн                 |                                 |        | Альтернатива для Німеччини      | Гамбург                      | |
| Бела Бах                       |                                 |        | Соціал-демократична партія      | Баварія                      | |
| Данял Баяз                     |                                 |        | Союз 90/Зелені                  | Баден-Вюртемберг             | |
| Єнс Беек                       |                                 |        | Вільна демократична партія      | Нижня Саксонія               | |
| Олаф ін дер Беек               |                                 |        | Вільна демократична партія      | Північний Рейн-Вестфалія     | |
| Анналена Бербок                |                                 |        | Союз 90/Зелені                  | Бранденбург                  | |
| Марк Бернгарт                  |                                 |        | Альтернатива для Німеччини      | Баден-Вюртемберг             | |
| Лотар Біндінґ                  |                                 |        | Соціал-демократична партія      | Баден-Вюртемберг             | |
| Маттіас В. Бірквальд           |                                 |        | Ліві                            | Північний Рейн-Вестфалія     | |
| Андреас Блек                   |                                 |        | Альтернатива для Німеччини      | Рейнланд-Пфальц              | |
| Гайдрун Блум                   |                                 |        | Ліві                            | Мекленбург-Передня Померанія | |
| Петер Боерінґер                |                                 |        | Альтернатива для Німеччини      | Баварія                      | |
| Лоренц Геста Бойтін            |                                 |        | Ліві                            | Шлезвіг-Гольштейн            | |
| Єнс Бранденбурґ                |                                 |        | Вільна демократична партія      | Баден-Вюртемберг             | |
| Маріо Бранденбурґ              |                                 |        | Вільна демократична партія      | Рейнланд-Пфальц              | |
| Штефан Бранднер                |                                 |        | Альтернатива для Німеччини      | Тюрингія                     | |
| Міхель Брандт                  |                                 |        | Ліві                            | Баден-Вюртемберг             | |
| Франціска Брантнер             |                                 |        | Союз 90/Зелені                  | Баден-Вюртемберг             | |
| Юрґен Браун                    |                                 |        | Альтернатива для Німеччини      | Баден-Вюртемберг             | |
| Лені Бреймаєр                  |                                 |        | Соціал-демократична партія      | Баден-Вюртемберг             | |
| Ебергард Брехт                 |                                 |        | Соціал-демократична партія      | Саксонія-Ангальт             | |
| Аґнєшка Бруґґер                |                                 |        | Союз 90/Зелені                  | Баден-Вюртемберг             | |
| Карл-Гайнц Бруннер             |                                 |        | Соціал-демократична партія      | Баварія                      | |
| Сандра Бубендорфер-Ліхт        |                                 |        | Вільна демократична партія      | Баварія                      | |
| Катрін Будде                   |                                 |        | Соціал-демократична партія      | Саксонія-Ангальт             | |
| Карлхайнц Бузен                |                                 |        | Вільна демократична партія      | Північний Рейн-Вестфалія     | |
| Бірке Булль-Бішофф             |                                 |        | Ліві                            | Саксонія-Ангальт             | |
| Крістіне Бухголць              |                                 |        | Ліві                            | Гессен                       | |
| Марко Бушманн                  |                                 |        | Вільна демократична партія      | Північний Рейн-Вестфалія     | |
| Петр Бюзтрон                   |                                 |        | Альтернатива для Німеччини      | Баварія                      | |
| Маркус Бюль                    |                                 |        | Альтернатива для Німеччини      | Тюрингія                     | |
| Маттіас Бюттнер                |                                 |        | Альтернатива для Німеччини      | Саксонія-Ангальт             | |
| Сара Ваґенкнехт                |                                 |        | Ліві                            | Північний Рейн-Вестфалія     | |
| Андреас Ваґнер                 |                                 |        | Ліві                            | Баварія                      | |
| Даніела Ваґнер                 |                                 |        | Союз 90/Зелені                  | Гессен                       | |
| Аліс Вайдель                   |                                 |        | Альтернатива для Німеччини      | Баден-Вюртемберг             | |
| Гаральд Вайнберґ               |                                 |        | Ліві                            | Баварія                      | |
| Маркус Вайнберґ                |                                 |        | Християнсько-демократичний союз | Гамбург                      | |
| Джо Вайнґартен                 |                                 |        | Соціал-демократична партія      | Рейнланд-Пфальц              | |
| Беате Вальтер-Розенгаймер      |                                 |        | Союз 90/Зелені                  | Баварія                      | |
| Ніна Варкен                    |                                 |        | Християнсько-демократичний союз | Баден-Вюртемберг             | |
| Ґабі Вебер                     |                                 |        | Соціал-демократична партія      | Рейнланд-Пфальц              | |
| Кай Веґнер                     |                                 |        | Християнсько-демократичний союз | Берлін                       | |
| Сандра Веєзер                  |                                 |        | Вільна демократична партія      | Рейнланд-Пфальц              | |
| Гаральд Веєль                  |                                 |        | Альтернатива для Німеччини      | Північний Рейн-Вестфалія     | |
| Катрін Вернер                  |                                 |        | Ліві                            | Рейнланд-Пфальц              | |
| Ніколь Вестіґ                  |                                 |        | Вільна демократична партія      | Північний Рейн-Вестфалія     | |
| Дірк Візе                      |                                 |        | Соціал-демократична партія      | Північний Рейн-Вестфалія     | |
| Вольфґанґ Вілє                 |                                 |        | Альтернатива для Німеччини      | Баварія                      | |
| Катаріна Віллькомм             |                                 |        | Вільна демократична партія      | Північний Рейн-Вестфалія     | |
| Гайко Вільдберґ                |                                 |        | Альтернатива для Німеччини      | Рейнланд-Пфальц              | |
| Крістіан Вірт                  |                                 |        | Альтернатива для Німеччини      | Саарланд                     | |
| Уве Вітт                       |                                 |        | Альтернатива для Німеччини      | Північний Рейн-Вестфалія     | |
| Олівер Віттке                  |                                 |        | Християнсько-демократичний союз | Північний Рейн-Вестфалія     | |
| Аня Гайдук                     |                                 |        | Ліві                            | Гамбург                      | |
| Мартін Гесс                    |                                 |        | Альтернатива для Німеччини      | Баден-Вюртемберг             | |
| Улі Ґреч                       |                                 |        | Соціал-демократична партія      | Баварія                      | |
| Андрей Гунько                  |                                 |        | Ліві                            | Північний Рейн-Вестфалія     | |
| Сільвія Ґабельманн             |                                 |        | Ліві                            | Північний Рейн-Вестфалія     | |
| Маттіас Ґастель                |                                 |        | Союз 90/Зелені                  | Баден-Вюртемберг             | |
| Александер Ґауланд             |                                 |        | Альтернатива для Німеччини      | Бранденбург                  | |
| Штефан Ґельбгаар               |                                 |        | Союз 90/Зелені                  | Берлін                       | |
| Кай Ґерінґ                     |                                 |        | Союз 90/Зелені                  | Північний Рейн-Вестфалія     | |
| Аксель Ґерке                   |                                 |        | Альтернатива для Німеччини      | Шлезвіг-Гольштейн            | |
| Мартін Ґерштер                 |                                 |        | Соціал-демократична партія      | Баден-Вюртемберг             | |
| Албрехт Ґлазер                 |                                 |        | Альтернатива для Німеччини      | Гессен                       | |
| Анґеліка Ґльокнер              |                                 |        | Соціал-демократична партія      | Рейнланд-Пфальц              | |
| Франциска Ґміндер              |                                 |        | Альтернатива для Німеччини      | Баден-Вюртемберг             | |
| Вільгельм фон Ґоттберґ         |                                 |        | Альтернатива для Німеччини      | Нижня Саксонія               | |
| Кай Ґоттшалк                   |                                 |        | Альтернатива для Німеччини      | Північний Рейн-Вестфалія     | |
| Керстін Ґрізе                  |                                 |        | Соціал-демократична партія      | Північний Рейн-Вестфалія     | |
| Беренґар Елснер фон Ґронов     |                                 |        | Альтернатива для Німеччини      | Північний Рейн-Вестфалія     | |
| Ергард Ґрюндль                 |                                 |        | Союз 90/Зелені                  | Баварія                      | |
| Моніка Ґрюттерс                |                                 |        | Християнсько-демократичний союз | Берлін                       | |
| Ніколь Ґольке                  |                                 |        | Ліві                            | Баварія                      | |
| Катрін Ґерінґ-Екардт           |                                 |        | Союз 90/Зелені                  | Тюрингія                     | |
| Фріц Ґюнтцлер                  | Файл:Guentzler wiki.jpg         |        | Християнсько-демократичний союз | Нижня Саксонія               | |
| Севім Даґделен                 |                                 |        | Ліві                            | Північний Рейн-Вестфалія     | |
| Бернгард Дальдруп              |                                 |        | Соціал-демократична партія      | Північний Рейн-Вестфалія     | |
| Брітта Даслер                  |                                 |        | Вільна демократична партія      | Баварія                      | |
| Екін Деліґец                   |                                 |        | Союз 90/Зелені                  | Баварія                      | |
| Дітер Дем                      |                                 |        | Ліві                            | Нижня Саксонія               | |
| Карамба Діабі                  |                                 |        | Соціал-демократична партія      | Саксонія-Ангальт             | |
| Сабіне Діттмар                 |                                 |        | Соціал-демократична партія      | Баварія                      | |
| Біян Д'їр-Сарай                |                                 |        | Вільна демократична партія      | Північний Рейн-Вестфалія     | |
| Анке Домшайт-Берґ              |                                 |        | Ліві                            | Бранденбург                  | |
| Катаріна Дрьоґе                |                                 |        | Союз 90/Зелені                  | Північний Рейн-Вестфалія     | |
| Зіґберт Дрьозе                 |                                 |        | Альтернатива для Німеччини      | Саксонія                     | |
| Катя Дьорнер                   |                                 |        | Союз 90/Зелені                  | Північний Рейн-Вестфалія     | |
| Марі-Луїз Дьотт                |                                 |        | Християнсько-демократичний союз | Північний Рейн-Вестфалія     | |
| Кріштіан Дюрр                  |                                 |        | Вільна демократична партія      | Нижня Саксонія               | |
| Гартмут Еббінґ                 |                                 |        | Вільна демократична партія      | Берлін                       | |
| Гаральд Ебнер                  |                                 |        | Союз 90/Зелені                  | Баден-Вюртемберг             | |
| Томас Ергорн                   |                                 |        | Альтернатива для Німеччини      | Нижня Саксонія               | |
| Клаус Ернст                    |                                 |        | Ліві                            | Баварія                      | |
| Саскія Ескен                   |                                 |        | Соціал-демократична партія      | Баден-Вюртемберг             | |
| Міхаель Еспенділлєр            |                                 |        | Альтернатива для Німеччини      | Північний Рейн-Вестфалія     | |
| Улла Єлпке                     |                                 |        | Ліві                            | Північний Рейн-Вестфалія     | |
| Ґюде Єнсен                     |                                 |        | Вільна демократична партія      | Шлезвіг-Гольштейн            | |
| Томас Зайтц                    |                                 |        | Альтернатива для Німеччини      | Баден-Вюртемберг             | |
| Томас Заттельберґер            |                                 |        | Вільна демократична партія      | Баварія                      | |
| Крістіан Заутер                |                                 |        | Вільна демократична партія      | Північний Рейн-Вестфалія     | |
| Маттіас Зеєштерн-Паулі         |                                 |        | Вільна демократична партія      | Нижня Саксонія               | |
| Пауль Зємяк                    |                                 |        | Християнсько-демократичний союз | Північний Рейн-Вестфалія     | |
| Бернд Зіберт                   |                                 |        | Християнсько-демократичний союз | Гессен                       | |
| Франк Зітта                    |                                 |        | Вільна демократична партія      | Саксонія-Ангальт             | |
| Петра Зітте                    |                                 |        | Ліві                            | Саксонія-Ангальт             | |
| Мартін Зіхерт                  |                                 |        | Альтернатива для Німеччини      | Баварія                      | |
| Германн Отто Золмс             |                                 |        | Вільна демократична партія      | Гессен                       | |
| Еврім Зоммер                   |                                 |        | Ліві                            | Берлін                       | |
| Катя Зудінґ                    |                                 |        | Вільна демократична партія      | Гамбург                      | |
| Улла Іннен                     |                                 |        | Вільна демократична партія      | Нижня Саксонія               | |
| Марк Йонґен                    |                                 |        | Альтернатива для Німеччини      | Баден-Вюртемберг             | |
| Франк Юнґе                     |                                 |        | Соціал-демократична партія      | Мекленбург-Передня Померанія | |
| Елізабет Кайзер                |                                 |        | Соціал-демократична партія      | Тюрингія                     | |
| Уве Каманн                     |                                 |        | Позафракційний                  | Північний Рейн-Вестфалія     | |
| Кірстен Капперт-Ґонтер         |                                 |        | Союз 90/Зелені                  | Бремен                       | |
| Керстін Каснер                 |                                 |        | Ліві                            | Мекленбург-Передня Померанія | |
| Ларс Кастелуччі                |                                 |        | Соціал-демократична партія      | Баден-Вюртемберг             | |
| Ґабріела Катцмарек             |                                 |        | Соціал-демократична партія      | Баден-Вюртемберг             | |
| Уве Кекерітц                   |                                 |        | Союз 90/Зелені                  | Баварія                      | |
| Ахім Кеслер                    |                                 |        | Ліві                            | Гессен                       | |
| Єнс Кестнер                    |                                 |        | Альтернатива для Німеччини      | Нижня Саксонія               | |
| Свен-Крістіан Кіндлер          |                                 |        | Союз 90/Зелені                  | Нижня Саксонія               | |
| Катя Кіппінґ                   |                                 |        | Ліві                            | Саксонія                     | |
| Канзель Кіцільтепе             |                                 |        | Соціал-демократична партія      | Берлін                       | |
| Маркель Клінґе                 |                                 |        | Вільна демократична партія      | Баден-Вюртемберг             | |
| Даніла Клукерт                 |                                 |        | Вільна демократична партія      | Берлін                       | |
| Карстен Кляйн                  |                                 |        | Вільна демократична партія      | Баварія                      | |
| Норберт Кляйнвахтер            |                                 |        | Альтернатива для Німеччини      | Бранденбург                  | |
| Маріа Кляйн-Шмайнк             |                                 |        | Союз 90/Зелені                  | Північний Рейн-Вестфалія     | |
| Паскаль Кобер                  |                                 |        | Вільна демократична партія      | Баден-Вюртемберг             | |
| Катя Койль                     |                                 |        | Союз 90/Зелені                  | Нижня Саксонія               | |
| Штефан Койтер                  |                                 |        | Альтернатива для Німеччини      | Північний Рейн-Вестфалія     | |
| Даніула Колбе                  |                                 |        | Соціал-демократична партія      | Саксонія                     | |
| Енріко Комнінґ                 |                                 |        | Альтернатива для Німеччини      | Мекленбург-Передня Померанія | |
| Каріна Конрад                  |                                 |        | Вільна демократична партія      | Рейнланд-Пфальц              | |
| Елван Коркмац                  |                                 |        | Соціал-демократична партія      | Північний Рейн-Вестфалія     | |
| Ян Корте                       |                                 |        | Ліві                            | Саксонія                     | |
| Йоана Котар                    |                                 |        | Альтернатива для Німеччини      | Гессен                       | |
| Штеффен Котре                  |                                 |        | Альтернатива для Німеччини      | Бранденбург                  | |
| Сільвія Коттінґ-Улль           |                                 |        | Союз 90/Зелені                  | Баден-Вюртемберг             | |
| Бербель Кофлер                 |                                 |        | Соціал-демократична партія      | Баварія                      | |
| Анетте Крамме                  | Файл:Anette Kramme Portrait.jpg |        | Соціал-демократична партія      | Баварія                      | |
| Райнер Крафт                   |                                 |        | Альтернатива для Німеччини      | Баварія                      | |
| Ютта Крелльманн                |                                 |        | Ліві                            | Нижня Саксонія               | |
| Олівер Крішер                  |                                 |        | Союз 90/Зелені                  | Північний Рейн-Вестфалія     | |
| Карл-Юліус Кроненберґ          |                                 |        | Вільна демократична партія      | Північний Рейн-Вестфалія     | |
| Рюдіґер Крузе                  |                                 |        | Християнсько-демократичний союз | Гамбург                      | |
| Вольфґанґ Кубіцкі              |                                 |        | Вільна демократична партія      | Шлезвіг-Гольштейн            | |
| Константін Кулє                |                                 |        | Вільна демократична партія      | Нижня Саксонія               | |
| Александер Кулітц              |                                 |        | Вільна демократична партія      | Баден-Вюртемберг             | |
| Ґоттфрід Куріо                 |                                 |        | Альтернатива для Німеччини      | Берлін                       | |
| Маркус Курт                    |                                 |        | Союз 90/Зелені                  | Північний Рейн-Вестфалія     | |
| Лукас Келер                    |                                 |        | Вільна демократична партія      | Баварія                      | |
| Йєрн Кеніґ                     |                                 |        | Альтернатива для Німеччини      | Нижня Саксонія               | |
| Крістіан Кюн                   |                                 |        | Союз 90/Зелені                  | Баден-Вюртемберг             | |
| Штефан Кюн                     |                                 |        | Союз 90/Зелені                  | Саксонія                     | |
| Ренате Кюнаст                  |                                 |        | Союз 90/Зелені                  | Берлін                       | |
| Моніка Лазар                   |                                 |        | Союз 90/Зелені                  | Саксонія                     | |
| Карен Лай                      |                                 |        | Ліві                            | Саксонія                     | |
| Сабіне Лайдіґ                  |                                 |        | Ліві                            | Гессен                       | |
| Александер Граф Ламбсдорфф     |                                 |        | Вільна демократична партія      | Північний Рейн-Вестфалія     | |
| Крістіан Ланґе                 |                                 |        | Соціал-демократична партія      | Баден-Вюртемберг             | |
| Свен Леманн                    |                                 |        | Союз 90/Зелені                  | Північний Рейн-Вестфалія     | |
| Сільвія Леманн                 |                                 |        | Соціал-демократична партія      | Бранденбург                  | |
| Штеффі Лемке                   |                                 |        | Союз 90/Зелені                  | Саксонія                     | |
| Ральф Ленкерт                  |                                 |        | Ліві                            | Тюрингія                     | |
| Ульріх Лехте                   |                                 |        | Вільна демократична партія      | Баварія                      | |
| Крістіан Лінднер               |                                 |        | Вільна демократична партія      | Північний Рейн-Вестфалія     | |
| Крістіан Лінднер               |                                 |        | Союз 90/Зелені                  | Баден-Вюртемберг             | |
| Тобіас Лінднер                 |                                 |        | Союз 90/Зелені                  | Рейнланд-Пфальц              | |
| Міхаель Ґеорґ Лінк             |                                 |        | Вільна демократична партія      | Баден-Вюртемберг             | |
| Міхаель Лойтерт                |                                 |        | Ліві                            | Саксонія                     | |
| Рюдіґер Лукасен                |                                 |        | Альтернатива для Німеччини      | Північний Рейн-Вестфалія     | |
| Олівер Лукшич                  |                                 |        | Вільна демократична партія      | Саарланд                     | |
| Томас Лутце                    |                                 |        | Ліві                            | Саарланд                     | |
| Саскіа Людвіґ                  |                                 |        | Християнсько-демократичний союз | Бранденбург                  | |
| Кірстен Люманн                 |                                 |        | Соціал-демократична партія      | Нижня Саксонія               | |
| Франк Маґнітц                  |                                 |        | Альтернатива для Німеччини      | Бремен                       | |
| Єнс Маєр                       |                                 |        | Альтернатива для Німеччини      | Саксонія                     | |
| Лотар Маєр                     |                                 |        | Альтернатива для Німеччини      | Баден-Вюртемберг             | |
| Паскаль Майзер                 |                                 |        | Ліві                            | Берлін                       | |
| Ізабель Макензен               |                                 |        | Соціал-демократична партія      | Рейнланд-Пфальц              | |
| Бірґіт Малзак-Вінкеманн        |                                 |        | Альтернатива для Німеччини      | Берлін                       | |
| Ґізела Мандерла                |                                 |        | Християнсько-демократичний союз | Північний Рейн-Вестфалія     | |
| Тілль Мансманн                 |                                 |        | Вільна демократична партія      | Гессен                       | |
| Карен Маркс                    |                                 |        | Соціал-демократична партія      | Нижня Саксонія               | |
| Юрґен Мартенс                  |                                 |        | Вільна демократична партія      | Саксонія                     | |
| Доротеє Мартін                 |                                 |        | Соціал-демократична партія      | Гамбург                      | |
| Фабіо Де Масі                  |                                 |        | Ліві                            | Гамбург                      | |
| Катя Маст                      |                                 |        | Соціал-демократична партія      | Баден-Вюртемберг             | |
| Гільде Маттгайс                |                                 |        | Соціал-демократична партія      | Баден-Вюртемберг             | |
| Крістоф Матші                  |                                 |        | Соціал-демократична партія      | Тюрингія                     | |
| Крістоф Меєр                   |                                 |        | Вільна демократична партія      | Берлін                       | |
| Корінна Міацґа                 |                                 |        | Альтернатива для Німеччини      | Баварія                      | |
| Клаус Міндруп                  |                                 |        | Соціал-демократична партія      | Берлін                       | |
| Маріо Мірух                    |                                 |        | Позафракційний                  | Північний Рейн-Вестфалія     | |
| Сузанне Міттаґ                 |                                 |        | Соціал-демократична партія      | Нижня Саксонія               | |
| Ірен Міхалич                   |                                 |        | Союз 90/Зелені                  | Північний Рейн-Вестфалія     | |
| Німа Мовасат                   |                                 |        | Ліві                            | Північний Рейн-Вестфалія     | |
| Елізабет Мочманн               |                                 |        | Християнсько-демократичний союз | Бремен                       | |
| Андреас Мрозек                 |                                 |        | Альтернатива для Німеччини      | Саксонія-Ангальт             | |
| Корнеліа Мерінґ                |                                 |        | Ліві                            | Шлезвіг-Гольштейн            | |
| Александер Мюллер              |                                 |        | Вільна демократична партія      | Гессен                       | |
| Беттіна Мюллер                 |                                 |        | Соціал-демократична партія      | Гессен                       | |
| Детлеф Мюллер                  |                                 |        | Соціал-демократична партія      | Саксонія                     | |
| Карстен Мюллер                 |                                 |        | Християнсько-демократичний союз | Нижня Саксонія               | |
| Клаудіа Мюллер                 |                                 |        | Союз 90/Зелені                  | Мекленбург-Передня Померанія | |
| Норберт Мюллер                 |                                 |        | Ліві                            | Бранденбург                  | |
| Гансйорґ Мюллер                |                                 |        | Альтернатива для Німеччини      | Баварія                      | |
| Роман Мюллер-Бем               |                                 |        | Вільна демократична партія      | Північний Рейн-Вестфалія     | |
| Беате Мюллер-Ґеммеке           |                                 |        | Союз 90/Зелені                  | Баден-Вюртемберг             | |
| Франк Мюллер-Розентрітт        |                                 |        | Вільна демократична партія      | Саксонія                     | |
| Фолкер Мюнц                    |                                 |        | Альтернатива для Німеччини      | Баден-Вюртемберг             | |
| Себастіан Мюнценмаєр           |                                 |        | Альтернатива для Німеччини      | Рейнланд-Пфальц              | |
| Жаклін Настич                  |                                 |        | Ліві                            | Гамбург                      | |
| Інґрід Нестле                  |                                 |        | Союз 90/Зелені                  | Шлезвіг-Гольштейн            | |
| Уллі Нісен                     |                                 |        | Соціал-демократична партія      | Гессен                       | |
| Дітмар Нітан                   |                                 |        | Соціал-демократична партія      | Північний Рейн-Вестфалія     | |
| Александер Ной                 |                                 |        | Ліві                            | Північний Рейн-Вестфалія     | |
| Крістоф Нойманн                |                                 |        | Альтернатива для Німеччини      | Саксонія                     | |
| Мартін Нойманн                 |                                 |        | Вільна демократична партія      | Бранденбург                  | |
| Ян Нольте                      |                                 |        | Альтернатива для Німеччини      | Гессен                       | |
| Томас Норд                     |                                 |        | Ліві                            | Бранденбург                  | |
| Константін фон Нотц            |                                 |        | Союз 90/Зелені                  | Шлезвіг-Гольштейн            | |
| Омід Ноуріпоур                 |                                 |        | Союз 90/Зелені                  | Гессен                       | |
| Матіас Нелке                   |                                 |        | Вільна демократична партія      | Гессен                       | |
| Ульріх Оеме                    |                                 |        | Альтернатива для Німеччини      | Саксонія                     | |
| Фрідріх Остендорф              |                                 |        | Союз 90/Зелені                  | Північний Рейн-Вестфалія     | |
| Ґерольд Оттен                  |                                 |        | Альтернатива для Німеччини      | Баварія                      | |
| Франк Паземанн                 |                                 |        | Альтернатива для Німеччини      | Саксонія-Ангальт             | |
| Інґрід Палльманн               |                                 |        | Християнсько-демократичний союз | Нижня Саксонія               | |
| Ліза Паус                      |                                 |        | Союз 90/Зелені                  | Берлін                       | |
| Маркус Пашке                   |                                 |        | Соціал-демократична партія      | Нижня Саксонія               | |
| Віктор Перлі                   |                                 |        | Ліві                            | Нижня Саксонія               | |
| Тобіас Петерка                 |                                 |        | Альтернатива для Німеччини      | Баварія                      | |
| Крістіан Петрі                 |                                 |        | Соціал-демократична партія      | Саарланд                     | |
| Детлев Пілґер                  |                                 |        | Соціал-демократична партія      | Рейнланд-Пфальц              | |
| Пауль Подолай                  |                                 |        | Альтернатива для Німеччини      | Баварія                      | |
| Філіц Полат                    |                                 |        | Союз 90/Зелені                  | Нижня Саксонія               | |
| Юрґен Полль                    |                                 |        | Альтернатива для Німеччини      | Тюрингія                     | |
| Флоріан Пост                   |                                 |        | Соціал-демократична партія      | Баварія                      | |
| Флоріан Пронольд               |                                 |        | Соціал-демократична партія      | Баварія                      | |
| Штефан Прочка                  |                                 |        | Альтернатива для Німеччини      | Баварія                      | |
| Тобіас Пфлюґер                 |                                 |        | Ліві                            | Баден-Вюртемберг             | |
| Саша Раабе                     |                                 |        | Соціал-демократична партія      | Гессен                       | |
| Мартін Рабанус                 |                                 |        | Соціал-демократична партія      | Гессен                       | |
| Мехтільд Раверт                |                                 |        | Соціал-демократична партія      | Берлін                       | |
| Мартін Райхардт                |                                 |        | Альтернатива для Німеччини      | Саксонія-Ангальт             | |
| Гаґен Райнгольд                |                                 |        | Вільна демократична партія      | Мекленбург-Передня Померанія | |
| Інґрід Реммерс                 |                                 |        | Ліві                            | Північний Рейн-Вестфалія     | |
| Мартін Реннер                  |                                 |        | Альтернатива для Німеччини      | Північний Рейн-Вестфалія     | |
| Мартіна Реннер                 |                                 |        | Ліві                            | Тюрингія                     | |
| Даніела Де Ріддер              |                                 |        | Соціал-демократична партія      | Нижня Саксонія               | |
| Зенке Рікс                     |                                 |        | Соціал-демократична партія      | Шлезвіг-Гольштейн            | |
| Бернд Ріксінґер                |                                 |        | Ліві                            | Баден-Вюртемберг             | |
| Андреас Рімкус                 |                                 |        | Соціал-демократична партія      | Північний Рейн-Вестфалія     | |
| Мартін Роземанн                |                                 |        | Соціал-демократична партія      | Баден-Вюртемберг             | |
| Бернд Ройтер                   |                                 |        | Вільна демократична партія      | Північний Рейн-Вестфалія     | |
| Роман Ройш                     |                                 |        | Альтернатива для Німеччини      | Бранденбург                  | |
| Ернст Дітер Росманн            |                                 |        | Соціал-демократична партія      | Шлезвіг-Гольштейн            | |
| Клаудіа Рот                    |                                 |        | Союз 90/Зелені                  | Баварія                      | |
| Мануела Роттманн               |                                 |        | Союз 90/Зелені                  | Баварія                      | |
| Табеа Реснер                   |                                 |        | Союз 90/Зелені                  | Рейнланд-Пфальц              | |
| Сюзанн Рютріх                  |                                 |        | Соціал-демократична партія      | Саксонія                     | |
| Бернд Рютцель                  |                                 |        | Соціал-демократична партія      | Баварія                      | |
| Корінна Рюффер                 |                                 |        | Союз 90/Зелені                  | Рейнланд-Пфальц              | |
| Мануель Саррацін               |                                 |        | Союз 90/Зелені                  | Гамбург                      | |
| Юудіт Скудельни                |                                 |        | Вільна демократична партія      | Баден-Вюртемберг             | |
| Дірк Спаніель                  |                                 |        | Альтернатива для Німеччини      | Баден-Вюртемберг             | |
| Кірстен Такманн                |                                 |        | Ліві                            | Бранденбург                  | |
| Джесіка Татті                  |                                 |        | Ліві                            | Баден-Вюртемберг             | |
| Клаудіа Таузенд                |                                 |        | Соціал-демократична партія      | Баварія                      | |
| Манфред Тодтенгаузен           |                                 |        | Вільна демократична партія      | Північний Рейн-Вестфалія     | |
| Міхаель Тойрер                 |                                 |        | Вільна демократична партія      | Баден-Вюртемберг             | |
| Лінда Тойтеберґ                |                                 |        | Вільна демократична партія      | Бранденбург                  | |
| Штефан Томае                   |                                 |        | Вільна демократична партія      | Баварія                      | |
| Флоріан Тонкар                 |                                 |        | Вільна демократична партія      | Баден-Вюртемберг             | |
| Карстен Треґер                 |                                 |        | Соціал-демократична партія      | Баварія                      | |
| Маркус Тресель                 |                                 |        | Союз 90/Зелені                  | Саарланд                     | |
| Юрген Тріттін                  |                                 |        | Союз 90/Зелені                  | Нижня Саксонія               | |
| Ендрю Улльманн                 |                                 |        | Вільна демократична партія      | Баварія                      | |
| Ґеральд Улльріх                |                                 |        | Вільна демократична партія      | Тюрингія                     | |
| Александер Ульріх              |                                 |        | Ліві                            | Рейнланд-Пфальц              | |
| Маркус Фабер                   |                                 |        | Вільна демократична партія      | Саксонія-Ангальт             | |
| Петер Фельзер                  |                                 |        | Альтернатива для Німеччини      | Баварія                      | |
| Юліа Ферлінден                 |                                 |        | Союз 90/Зелені                  | Нижня Саксонія               | |
| Сюзанне Фершль                 |                                 |        | Ліві                            | Баварія                      | |
| Йоганнес Фехнер                |                                 |        | Соціал-демократична партія      | Баден-Вюртемберг             | |
| Маріа Флахсбарт                |                                 |        | Християнсько-демократичний союз | Нижня Саксонія               | |
| Йоганнес Фоґель                |                                 |        | Вільна демократична партія      | Північний Рейн-Вестфалія     | |
| Катрін Фоґлер                  |                                 |        | Ліві                            | Північний Рейн-Вестфалія     | |
| Уте Фоґт                       |                                 |        | Соціал-демократична партія      | Баден-Вюртемберг             | |
| Бріґітте Фрайгольд             |                                 |        | Ліві                            | Рейнланд-Пфальц              | |
| Ульріх Фреезе                  |                                 |        | Соціал-демократична партія      | Бранденбург                  | |
| Дітмар Фрідгофф                |                                 |        | Альтернатива для Німеччини      | Нижня Саксонія               | |
| Антон Фрізен                   |                                 |        | Альтернатива для Німеччини      | Тюрингія                     | |
| Отто Фрікке                    |                                 |        | Вільна демократична партія      | Північний Рейн-Вестфалія     | |
| Крістоф де Фріс                |                                 |        | Християнсько-демократичний союз | Гамбург                      | |
| Маркус Фронмаєр                |                                 |        | Альтернатива для Німеччини      | Баден-Вюртемберг             | |
| Ґьотц Фрьоммінґ                |                                 |        | Альтернатива для Німеччини      | Берлін                       | |
| Мар'я-Ліза Фьоллєрс            |                                 |        | Соціал-демократична партія      | Нижня Саксонія               | |
| Даніель Фест                   |                                 |        | Вільна демократична партія      | Баварія                      | |
| Беттіна Гаґедорн               |                                 |        | Соціал-демократична партія      | Шлезвіг-Гольштейн            | |
| Ріта Гаґль-Келль               |                                 |        | Соціал-демократична партія      | Баварія                      | |
| Петер Гейдт                    |                                 |        | Вільна демократична партія      | Гессен                       | |
| Ґабріела Гайнріх               |                                 |        | Соціал-демократична партія      | Баварія                      | |
| Томас Гакер                    |                                 |        | Вільна демократична партія      | Баварія                      | |
| Армін-Пауль Гампель            |                                 |        | Альтернатива для Німеччини      | Нижня Саксонія               | |
| Андре Ган                      |                                 |        | Ліві                            | Саксонія                     | |
| Реґінальд Ганке                |                                 |        | Вільна демократична партія      | Тюрингія                     | |
| Маріана Гардер-Кюнель          |                                 |        | Альтернатива для Німеччини      | Гессен                       | |
| Роланд Гартвіґ                 |                                 |        | Альтернатива для Німеччини      | Північний Рейн-Вестфалія     | |
| Себастіан Гартманн             |                                 |        | Соціал-демократична партія      | Північний Рейн-Вестфалія     | |
| Ферена Гартманн                |                                 |        | Позафракційний                  | Саксонія                     | |
| Брітта Гасельманн              |                                 |        | Союз 90/Зелені                  | Північний Рейн-Вестфалія     | |
| Йохен Гауґ                     |                                 |        | Альтернатива для Німеччини      | Північний Рейн-Вестфалія     | |
| Мартін Гебнер                  |                                 |        | Альтернатива для Німеччини      | Баварія                      | |
| Катрін Геллінґ-Плар            |                                 |        | Вільна демократична партія      | Північний Рейн-Вестфалія     | |
| Вольфґанґ Гелльміх             |                                 |        | Соціал-демократична партія      | Північний Рейн-Вестфалія     | |
| Маркус Гельд                   |                                 |        | Соціал-демократична партія      | Рейнланд-Пфальц              | |
| Удо Геммельґарн                |                                 |        | Альтернатива для Німеччини      | Північний Рейн-Вестфалія     | |
| Барбара Гендрікс               |                                 |        | Соціал-демократична партія      | Північний Рейн-Вестфалія     | |
| Гайко Гензель                  |                                 |        | Ліві                            | Баден-Вюртемберг             | |
| Маркус Гербранд                |                                 |        | Вільна демократична партія      | Північний Рейн-Вестфалія     | |
| Торстен Гербст                 |                                 |        | Вільна демократична партія      | Саксонія                     | |
| Вальдемар Гердт                |                                 |        | Альтернатива для Німеччини      | Нижня Саксонія               | |
| Ларс Германн                   |                                 |        | Позафракційний                  | Саксонія                     | |
| Катя Гесель                    |                                 |        | Вільна демократична партія      | Баварія                      | |
| Гайко Гесенкемпер              |                                 |        | Альтернатива для Німеччини      | Саксонія                     | |
| Ґабріель Гіллер-Ом             |                                 |        | Соціал-демократична партія      | Шлезвіг-Гольштейн            | |
| Томас Гітшлер                  |                                 |        | Соціал-демократична партія      | Рейнланд-Пфальц              | |
| Ґеро Гокер                     |                                 |        | Вільна демократична партія      | Нижня Саксонія               | |
| Бруно Голльнаґель              |                                 |        | Альтернатива для Німеччини      | Шлезвіг-Гольштейн            | |
| Лайф-Ерік Голм                 |                                 |        | Альтернатива для Німеччини      | Мекленбург-Передня Померанія | |
| Оттмар фон Гольтц              |                                 |        | Союз 90/Зелені                  | Нижня Саксонія               | |
| Мартін Гоманн                  |                                 |        | Альтернатива для Німеччини      | Гессен                       | |
| Райнгард Гоубен                |                                 |        | Вільна демократична партія      | Північний Рейн-Вестфалія     | |
| Антон Гофрейтер                |                                 |        | Союз 90/Зелені                  | Баварія                      | |
| Беттіна Гоффманн               |                                 |        | Союз 90/Зелені                  | Гессен                       | |
| Крістоф Гоффманн               |                                 |        | Вільна демократична партія      | Баден-Вюртемберг             | |
| Анна Хрізтманн                 |                                 |        | Союз 90/Зелені                  | Баден-Вюртемберг             | |
| Йоганнес Губер                 |                                 |        | Альтернатива для Німеччини      | Баварія                      | |
| Матіас Ген                     |                                 |        | Ліві                            | Саксонія                     | |
| Мануель Геферлін               |                                 |        | Вільна демократична партія      | Рейнланд-Пфальц              | |
| Ніколь Гехст                   |                                 |        | Альтернатива для Німеччини      | Рейнланд-Пфальц              | |
| Губертус Цдебель               |                                 |        | Ліві                            | Північний Рейн-Вестфалія     | |
| Йорґ Цезанн                    |                                 |        | Ліві                            | Гессен                       | |
| Тобіас Цех                     |                                 |        | Християнсько-соціальний союз    | Баварія                      | |
| Даґмар Ціґлер                  |                                 |        | Соціал-демократична партія      | Бранденбург                  | |
| Ґергард Ціккенгайнер           |                                 |        | Союз 90/Зелені                  | Баден-Вюртемберг             | |
| Єнс Ціммерманн                 |                                 |        | Соціал-демократична партія      | Гессен                       | |
| Піа Ціммерманн                 |                                 |        | Ліві                            | Нижня Саксонія               | |
| Сабіне Ціммерманн              |                                 |        | Ліві                            | Саксонія                     | |
| Штефан Цірке                   |                                 |        | Соціал-демократична партія      | Бранденбург                  | |
| Уллє Шаувс                     |                                 |        | Союз 90/Зелені                  | Північний Рейн-Вестфалія     | |
| Андреас Шварц                  |                                 |        | Соціал-демократична партія      | Баварія                      | |
| Ріта Шварцелюр-Зуттер          |                                 |        | Соціал-демократична партія      | Баден-Вюртемберг             | |
| Ніна Шеєр                      |                                 |        | Соціал-демократична партія      | Шлезвіг-Гольштейн            | |
| Франк Шеффлер                  |                                 |        | Вільна демократична партія      | Північний Рейн-Вестфалія     | |
| Ульріке Шильке-Цізінґ          |                                 |        | Альтернатива для Німеччини      | Мекленбург-Передня Померанія | |
| Маріанне Шідер                 |                                 |        | Соціал-демократична партія      | Баварія                      | |
| Віланд Шінненбурґ              |                                 |        | Вільна демократична партія      | Гамбург                      | |
| Удо Шіфнер                     |                                 |        | Соціал-демократична партія      | Північний Рейн-Вестфалія     | |
| Роббі Шлунд                    |                                 |        | Альтернатива для Німеччини      | Тюрингія                     | |
| Нільс Шмід                     |                                 |        | Соціал-демократична партія      | Баден-Вюртемберг             | |
| Даґмар Шмідт                   |                                 |        | Соціал-демократична партія      | Гессен                       | |
| Улла Шмідт                     |                                 |        | Соціал-демократична партія      | Північний Рейн-Вестфалія     | |
| Фрітьоф Шмідт                  |                                 |        | Союз 90/Зелені                  | Північний Рейн-Вестфалія     | |
| Штефан Шмідт                   |                                 |        | Союз 90/Зелені                  | Баварія                      | |
| Шарлотта Шнейдевінд-Гартнаґель |                                 |        | Союз 90/Зелені                  | Баден-Вюртемберг             | |
| Йьорґ Шнайдер                  |                                 |        | Альтернатива для Німеччини      | Північний Рейн-Вестфалія     | |
| Карстен Шнайдер                |                                 |        | Соціал-демократична партія      | Тюрингія                     | |
| Детлев Шпанґенберґ             |                                 |        | Альтернатива для Німеччини      | Саксонія                     | |
| Райнер Шпірінґ                 |                                 |        | Соціал-демократична партія      | Нижня Саксонія               | |
| Рене Шпрінґер                  |                                 |        | Альтернатива для Німеччини      | Бранденбург                  | |
| Ева Шрайбер                    |                                 |        | Ліві                            | Баварія                      | |
| Міхаель Шроді                  |                                 |        | Соціал-демократична партія      | Баварія                      | |
| Свеня Штадлер                  |                                 |        | Соціал-демократична партія      | Нижня Саксонія               | |
| Керстен Штайнке                |                                 |        | Ліві                            | Тюрингія                     | |
| Мартіна Штамм-Фібіх            |                                 |        | Соціал-демократична партія      | Баварія                      | |
| Беттіна Штарк-Ватцінґер        |                                 |        | Вільна демократична партія      | Гессен                       | |
| Соня Штеффен                   |                                 |        | Соціал-демократична партія      | Мекленбург-Передня Померанія | |
| Беатрікс фон Шторх             |                                 |        | Альтернатива для Німеччини      | Берлін                       | |
| Фрідріх Штраетманнс            |                                 |        | Ліві                            | Північний Рейн-Вестфалія     | |
| Марі-Аґнес Штрак-Ціммерманн    |                                 |        | Вільна демократична партія      | Північний Рейн-Вестфалія     | |
| Бен'ямін Штрасер               |                                 |        | Вільна демократична партія      | Баден-Вюртемберг             | |
| Вольфґанґ Штренґманн-Кун       |                                 |        | Союз 90/Зелені                  | Гессен                       | |
| Марґіт Штумпп                  |                                 |        | Союз 90/Зелені                  | Баден-Вюртемберг             | |
| Урсула Шульте                  |                                 |        | Соціал-демократична партія      | Північний Рейн-Вестфалія     | |
| Уве Шульц                      |                                 |        | Альтернатива для Німеччини      | Гессен                       | |
| Кордула Шульц-Аше              |                                 |        | Союз 90/Зелені                  | Гессен                       | |
| Ґюлістан Юксель                |                                 |        | Соціал-демократична партія      | Північний Рейн-Вестфалія     | |
| Крістіан Юнґ                   |                                 |        | Вільна демократична партія      | Баден-Вюртемберг             | |
| Йосип Юратович                 |                                 |        | Соціал-демократична партія      | Баден-Вюртемберг             | |
| Томас Юрк                      |                                 |        | Соціал-демократична партія      | Саксонія                     | |
| Фабіан Якобі                   |                                 |        | Альтернатива для Німеччини      | Північний Рейн-Вестфалія     | |
| Дітер Янечек                   |                                 |        | Союз 90/Зелені                  | Баварія                      | |